# Ло мейн
Ло мейн (кит. трад.: 撈麵/撈麪; спрощ.: 捞面; єл.: lou1 min6; піньїнь: lāo miàn) — китайська страва з локшиною. Він часто містить овочі та деякі види м'яса або морепродуктів, як правило, яловичину, курку, свинину або креветки. Його також можна подавати з вонтонами (мандаринською це називається huntun餛飩/馄饨), а також можна їсти лише з овочами.

## Етимологія
Термін lo mein походить від кантонської lou1 min6 (撈麵), що означає «перемішана локшина». Використання кантонською мовою ієрогліфа 撈, що вимовляється як lou1 і означає «помішувати», у його невимушеній формі відрізняється від традиційного ханського значення ієрогліфа «копати» або «черпати воду» мандаринською мовою, у цьому випадку було б кантонською мовою вимовляється як laau4 або lou4 (мандаринською — lāo). Мандаринською ця страва називається lāo miàn. У країні походження він виготовляється з тонкої борошно-яєчної локшини, яка відрізняється еластичною текстурою.

## Регіональні відмінності

### Північний Китай
У Північному Китаї bàn miàn (拌面) може стосуватися багатьох інших видів пшеничної локшини без яєць, включаючи лагман у Сіньцзяні.

### Американська китайська кухня
В американських китайських ресторанах ло мейн є популярною їжею навинос і іноді вважається синонімом чоу мейн. Ця страва відрізняється як від кантонського ломейна, так і від кантонського хрусткого чау-мейна. Кантонський ломейн змішується з рідким соусом, а зверху додається такий продукт, як вонтон або яловича грудка. Навпаки, американську локшину ло мейн зазвичай обсмажують із соусом із соєвого соусу та інших приправ. Можна змішувати такі овочі, як бок-чой і капусту, а також часто додають м'ясо, наприклад смажену свинину, яловичину або курку. Іноді доступні ло-мейн із креветками, ло-мейн з омарами, овочеві ло-мейн і «домашнє» ло-мейн (більш ніж одне м'ясо).

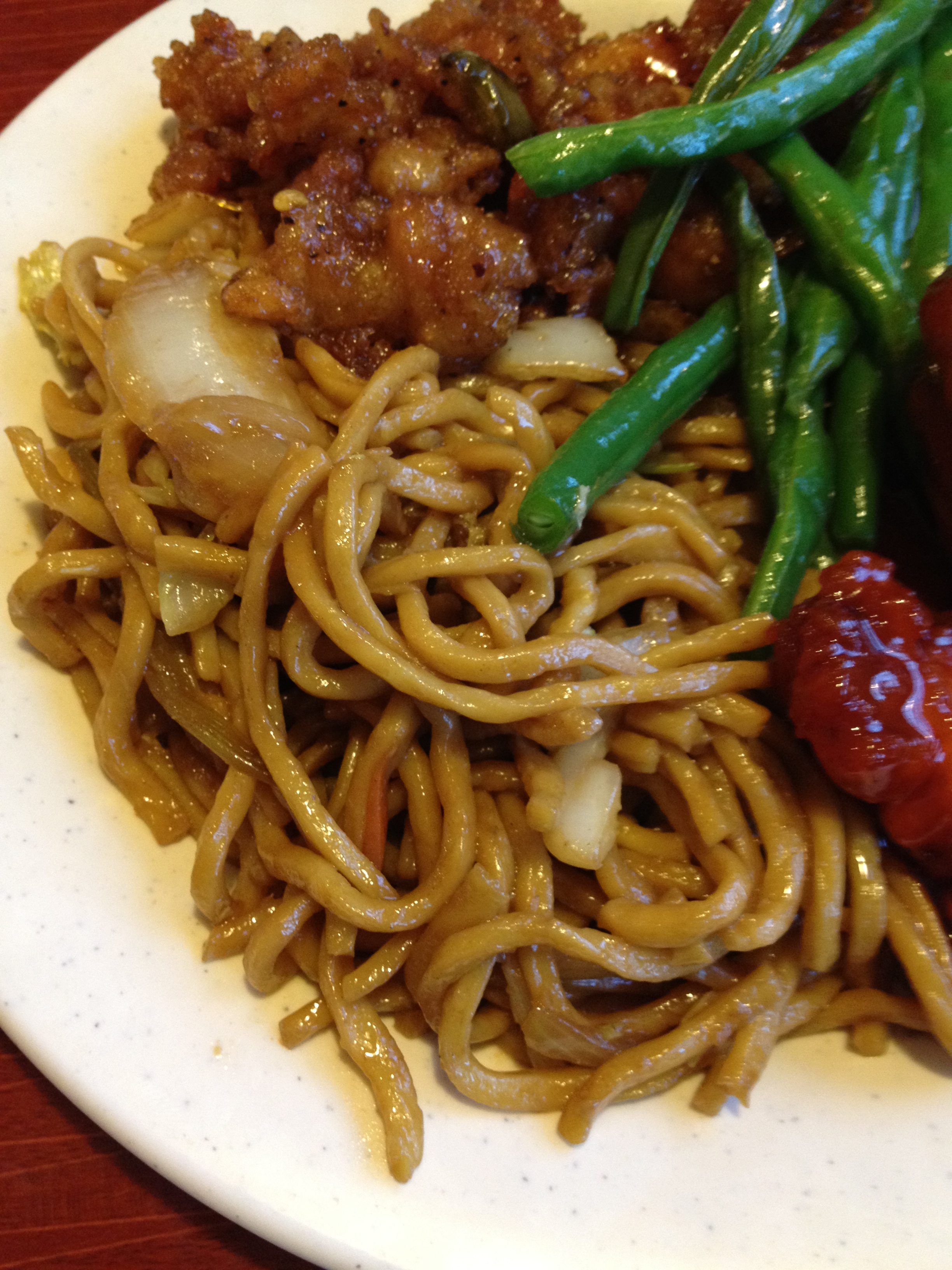
Ло мейн по-американськи

### Індонезійська китайська кухня
В індонезійській китайській кухні ло мейн готується з яєчної локшини або «міе хоккіен».